# 2003–2004-es magyar férfi vízilabda-bajnokság (első osztály)
A 2003–2004-es magyar férfi vízilabda-bajnokság a kilencvennyolcadik magyar vízilabda-bajnokság volt. A bajnokságban tizenkét csapat indult el, a csapatok két kört játszottak. Az alapszakasz után a csapatok play-off rendszerben játszottak a végső helyezésekért.

## Alapszakasz
| #   | Csapat                      | M  | Gy | D | V  | G+  | G-  | P  |
| --- | --------------------------- | -- | -- | - | -- | --- | --- | -- |
| 1.  | Vasas SC-Plaket-Euroleasing | 22 | 22 | 0 | 0  | 285 | 97  | 44 |
| 2.  | Domino-Bp. Honvéd           | 22 | 20 | 0 | 2  | 300 | 119 | 40 |
| 3.  | BVSC-Brendon                | 22 | 17 | 0 | 5  | 214 | 112 | 34 |
| 4.  | Jégcsillag-Ferencvárosi TC  | 22 | 15 | 1 | 6  | 224 | 138 | 31 |
| 5.  | Újpesti TE-Taxi2000         | 22 | 12 | 4 | 6  | 198 | 169 | 28 |
| 6.  | Szeged-Beton VE             | 22 | 11 | 1 | 10 | 147 | 198 | 23 |
| 7.  | ZF Hungária-Egri VK         | 22 | 7  | 4 | 11 | 135 | 182 | 18 |
| 8.  | OSC-British Knights         | 22 | 6  | 4 | 12 | 153 | 208 | 16 |
| 9.  | Legrand-Szentesi VK         | 22 | 4  | 2 | 16 | 145 | 221 | 10 |
| 10. | Szent István Egyetem        | 22 | 3  | 2 | 17 | 128 | 260 | 8  |
| 11. | Szolnoki VSC                | 22 | 3  | 2 | 17 | 142 | 239 | 8  |
| 12. | Ceglédi VSE-Geosaurus       | 22 | 1  | 2 | 19 | 112 | 240 | 4  |

* M: Mérkőzés Gy: Győzelem D: Döntetlen V: Vereség G+: Dobott gól G-: Kapott gól P: Pont

## Rájátszás

### 1–4. helyért
Elődöntő: Vasas SC-Plaket-Euroleasing–Jégcsillag-Ferencvárosi TC 9–7, 11–3 és Domino-Bp. Honvéd–BVSC-Brendon 10–5, 6–5
Döntő: Vasas SC-Plaket-Euroleasing–Domino-Bp. Honvéd 7–8, 12–8, 5–6, 8–9
3. helyért: BVSC-Brendon–Jégcsillag-Ferencvárosi TC 6–5, 8–6

### 5–8. helyért
5–8. helyért: Újpesti TE-Taxi2000–OSC-British Knights 13–8, 10–9 és Szeged-Beton VE–ZF Hungária-Egri VK 11–8, 7–8, 7–5
5. helyért: Újpesti TE-Taxi2000–Szeged-Beton VE 12–11, 7–8, 9–4
7. helyért: ZF Hungária-Egri VK–OSC-British Knights 5–6, 7–5, 7–4

### 9–12. helyért
9–12. helyért: Legrand-Szentesi VK–Ceglédi VSE-Geosaurus 11–4, 10–7 és Szent István Egyetem–Szolnoki VSC 4–11,  4–11
9. helyért: Legrand-Szentesi VK–Szolnoki VSC 14–11, 8–11, 9–6
11. helyért: Szent István Egyetem–Ceglédi VSE-Geosaurus 11–10, 10–12, 7–6